# Richtstätte Bensheim
Auf der Richtstätte Bensheim wurden im späten Mittelalter und in der Frühen Neuzeit Todesurteile des Schöffengerichts auf dem Landberg, das bei Heppenheim tagte, vollstreckt.

## Geografische Lage
Die Richtstätte liegt zwischen Bensheim und Heppenheim, östlich der B 3; die Flurbezeichnung lautet „An der Galgenwiese“.

## Richtstätte
Das Schöffengericht auf dem Landberg war eine gemeinsame Einrichtung der benachbarten Orte Bensheim und Heppenheim. Jede Gemeinde stellte die Hälfte der insgesamt 14 Schöffen. Todesurteile des Gerichts wurden auf der benachbarten Richtstätte vollstreckt. Der Henker wohnte vor der Stadtmauer Bensheims. Für die Zeit von 1525 bis 1799 sind 55 Todesurteile aktenkundig. Nach 1799 wurde hier nicht mehr hingerichtet.

## Wissenswert
Überreste einiger der Hingerichteten wurden 2002–2003 geborgen und konnten archäologisch und anthropologisch untersucht werden.